# Комдан-сагори (станция метро)
«Комдан-сагори» (кор. 검단사거리) — подземная станция Инчхонского метро на линии 2.
Она представлена двумя боковыми платформами. Станция обслуживается Инчхонской муниципальной транспортной корпорацией. Расположена в Вангиль-тоне муниципального района Со-гу города-метрополии Инчхон (Республика Корея). На станции установлены платформенные раздвижные двери.
Станция была открыта 30 июля 2016 года.
Рядом с станцией расположены:
- Комдан-сагори
- Администрация Комдан 1(иль)-тона
- Почтовое отделение Вангиль-тона
- Кинотеатр «Лотте Синема» в Комдане